# HD65270
HD65270 — хімічно пекулярна зоря спектрального класу B6, що має видиму зоряну величину в смузі V приблизно  6,7.
Вона  розташована на відстані близько 1028,9 світлових років від Сонця.